# 茶壶

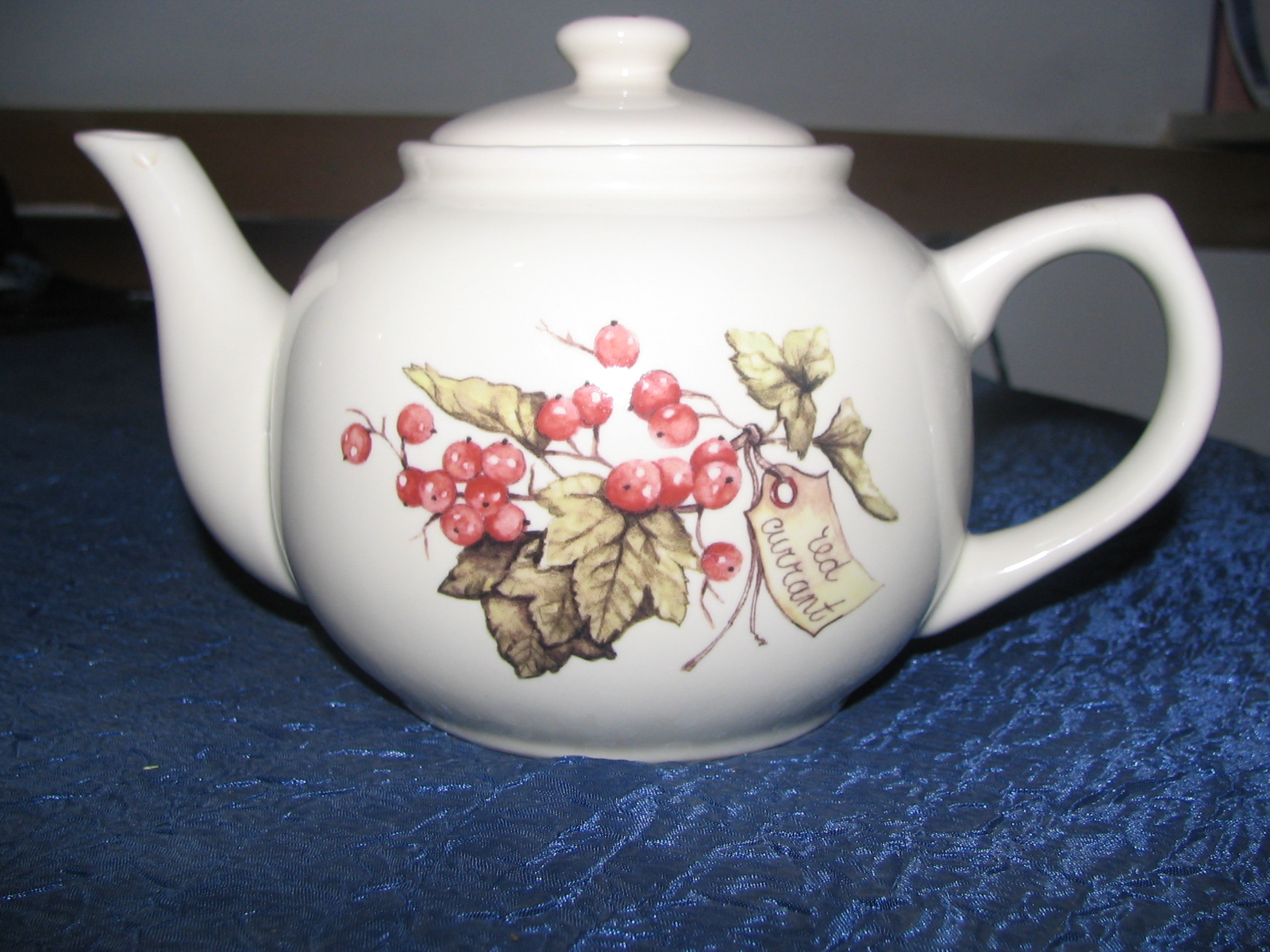
瓷質茶壺

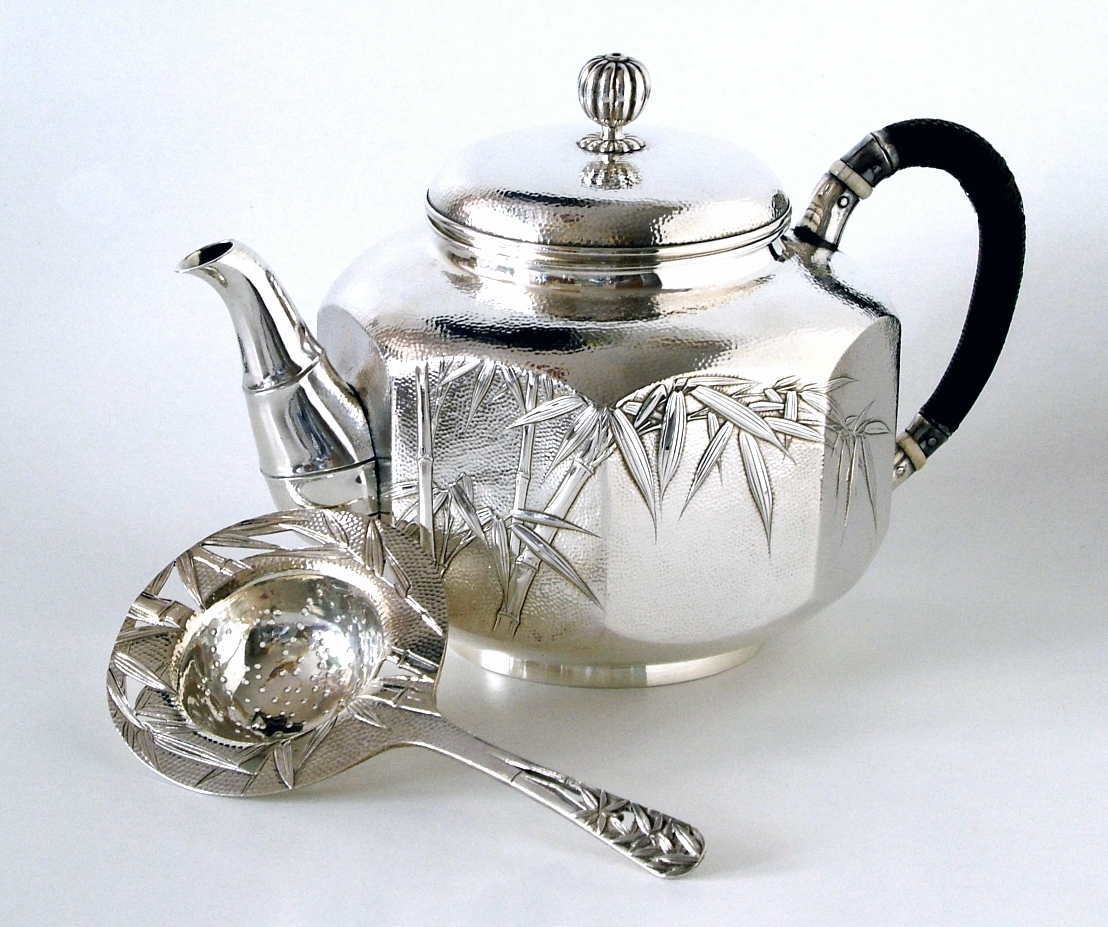
純銀茶壺

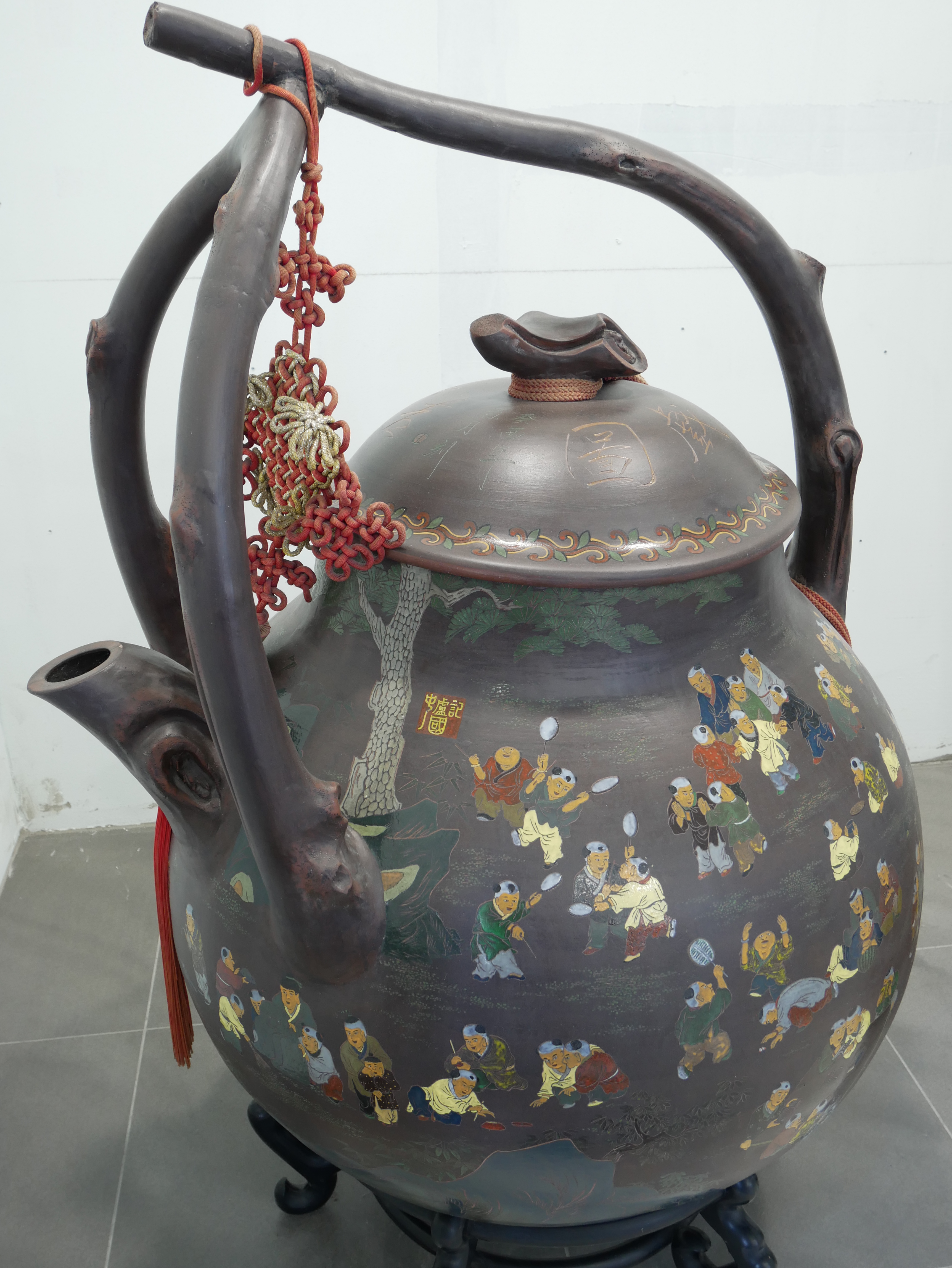
台湾鶯歌車站展示的巨型茶壺

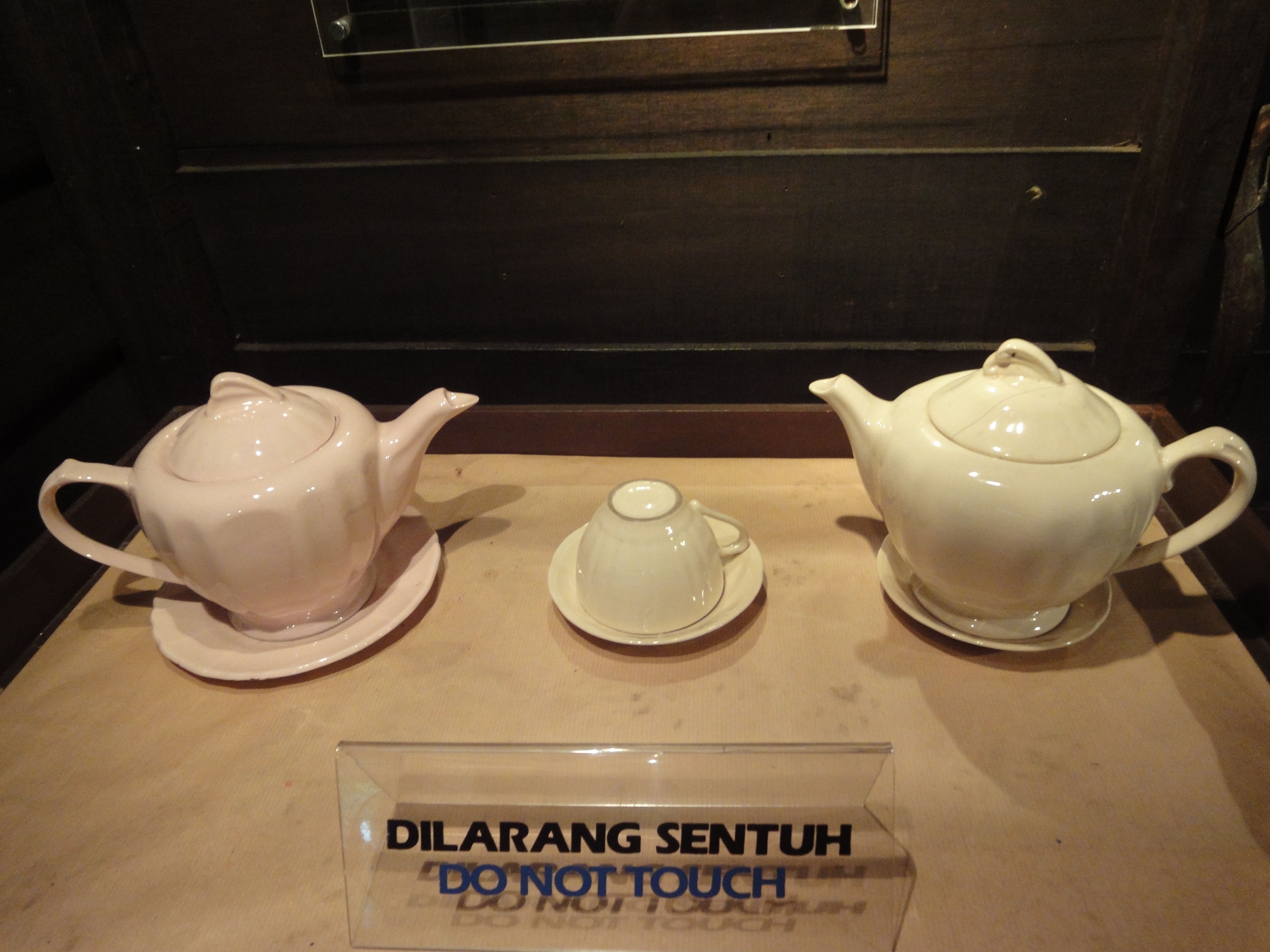
馬來西亞前首相馬哈迪·莫哈末故居的茶壺（位于吉打州亞羅士打）

茶壺是一種供泡茶和斟茶用的带嘴器皿，由壺蓋、壺身、壺底足等部分所組成。茶壺大小的選擇可依照飲茶人數多寡而定，同時也需要視乎所沖泡茶種的特性，潮州的工夫茶所使用的茶壺就是比較小巧。茶壺的造型除了一般的桔子型，亦有瓜形、柿形、菱形、鼓形、六角形等，壺面的裝飾花紋亦變化萬千。材質方面，有瓷質、陶質、玻璃、鑄鐵及純銀等，陶質又以紫砂陶為佳。
選購茶壺除了外觀美感的因素外，出水是否流暢挺直亦必須考慮。此外，用手指壓住壺蓋上的小孔後，再試將壺內的水傾倒，茶壺必須滴水不漏才顯示壺蓋與壺身的密合度良好。

## 名稱
唐代至宋代稱為急須、急燒，潮汕稱沖罐。

## 用法
在煮茶法中，茶壺同時是烹茶的器皿，而瀹茶法則是把熱水注入茶壼泡茶。

## 世界纪录
根據健力士世界紀錄大全，世界最大的紫砂茶壺可在中國江蘇省宜興市找到，該壺名為「蘇坡提梁」。壺高1.8米、寬1.5米，每次可以放入10公斤的茶葉。另外有報導，目前世界最大的紫砂壺應該是壺高3.6米、寬1.8米，重1噸的「松鼠提梁」。世界最大的茶壺造型建築物則是位於中國名茶之鄉貴州省湄潭縣天壺公園內，這個天下第一壺從1999年開始建造，2006年完工，為鋼筋混凝土結構。壺高48.2米，最大直徑24米，體積28,360立方米，壺內是茶文化陳列館。世界最小的茶壺造型雕刻為毫芒雕刻家陳逢顯以黃金所創作的作品，大小只有約0.2公分。

## 参見
- 注子
- 茶垢

## 資料來源
1. ↑  .[永久]（英文）
2. ↑  . 哈爾濱日報. 2010-04-16  [2011-01-21].[永久]
3. ↑  . 香港文匯報. 2010-11-04  [2011-01-21]. （原始内容存档于2011-12-08）.
4. ↑   . 聯合報. 2011-01-13  [2011-01-21].

## 外部連結
- 维基共享资源上的相關多媒體資源：茶壶
- A brief history of teapots from Stoke-on-Trent Museums （页面存档备份，存于）
- English Teapots – Their Origin and Variety （页面存档备份，存于）
- Teapots at the British Museum （页面存档备份，存于）
- Teapots at the Metropolitan Museum of Art （页面存档备份，存于）
- Teapots at the University of Michigan Museum of Art[]
- Teapots at the Cooper Hewitt, Smithsonian Design Museum （页面存档备份，存于）
- The Utah Teapot at the Computer History Museum （页面存档备份，存于）